# Edward Lloyd (editor)

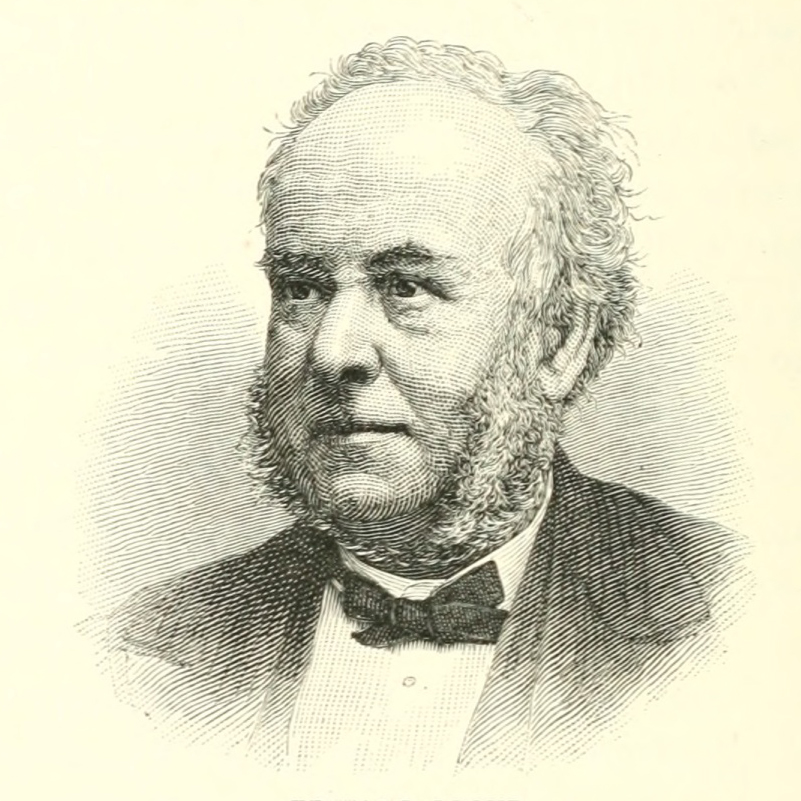
Retrato de Edward Lloyd, publicado en Journalistic London, 1882.

Edward Lloyd (16 de febrero de 1815-8 de abril de 1890) fue un editor británico pionero de la prensa popular. Su primera producción de ficción serializada trajo a Sweeney Todd, Varney el Vampiro y muchos héroes románticos a un nuevo público: aquellos que no tenían material de lectura que pudieran permitirse comprar y disfrutar de la lectura. Sus tremendamente populares seriales penny dreadful le valieron los medios para ingresar en el negocio de los periódicos.
Alejándose de la ficción en la década de 1850, su publicación dominical, Lloyd's Weekly, fue el primer periódico en alcanzar un millón de ejemplares en circulación. Más tarde creó el Daily Chronicle, conocido por la amplitud de su cobertura de noticias. Su influencia política creció hasta que el primer ministro David Lloyd George lo compró en 1918.
El entusiasmo de Lloyd por los procesos industriales y la innovación técnica le dieron una ventaja competitiva inigualable. En 1856, estableció un nuevo estándar para la eficiencia en Fleet Street al presentar la prensa rotativa Hoe. Unos años más tarde, al dar el paso inusual de hacer su propio papel de periódico, revolucionó el comercio del papel al cosechar e importar esparto en Argelia. Lloyd fue el único propietario de un periódico del siglo XIX que tomó el control de toda su cadena de suministro, es decir, logró una integración vertical completa.
El profesor Rohan McWilliam de la Universidad Anglia Ruskin cree que Lloyd es una figura clave que dio forma a la cultura popular, en términos de prensa y ficción popular, afirmando que "fue una figura clave en el surgimiento de los periódicos y la cultura popular en Gran Bretaña".

## Primeros años
Edward Lloyd era el tercer hijo de una familia empobrecida por la quiebra intermitente del padre. Nació en Thornton Heath y pasó su vida en Londres. Después de dejar la escuela a los 14 años, abandonó el trabajo en un bufete de abogados cuando descubrió un tema mucho más absorbente que sus estudios nocturnos en el Instituto de Mecánica de Londres: la impresión.
Esto dio forma a sus ambiciones y alimentó una pasión de por vida por la invención y la maquinaria. Al mismo tiempo, su conocimiento de primera mano de cómo vivía la gente en las calles superpobladas de la periferia de la capital lo inspiró a alentar a los pobres a leer y así mejorar su suerte en la vida. Al cobrar un centavo por todas sus publicaciones periódicas, su contribución a la difusión de la alfabetización es ampliamente reconocida.
Lloyd recibió una educación escolar completa en un momento en que la mayoría de la gente tenía poco o nada más allá de la habilidad básica de lectura que algunos aprendieron en la escuela dominical. Con el ritmo acelerado de la industrialización, hubo una creciente demanda de trabajadores alfabetizados, en particular oficinistas (administrativos, contables, escribientes). Quería difundir las ventajas de la alfabetización, la aritmética y los conocimientos generales básicos haciendo que un material de lectura agradable fuera asequible. Como las mujeres iban a estar entre sus principales objetivos, también tenía que ser decente y moralmente sólido.
Al principio, pudo mantenerse vendiendo artículos baratos como tarjetas y canciones impresas. En 1832, comenzó su primera publicación periódica, The Weekly Penny Comic Magazine. Esto puede haber llevado a su asociación con el caricaturista Charles Jameson Grant, algunas de cuyas caricaturas publicó a mediados de la década de 1830 en una serie llamada Lloyd's Political Jokes. Instaló prensas propias a partir de 1835 en un local comercial alquilado.

### Ficción popular
Las responsabilidades de Lloyd aumentaron en 1834 después de que se casó y nació su primer hijo. Escribió e imprimió un manual de taquigrafía basado en lo que había aprendido en el Instituto, ingresando todos los símbolos a mano y vendiéndolo por 6 peniques.
En busca de una fuente de ingresos más estable, recurrió a la ficción serializada. Algunos folletos aparecieron como entregas independientes y otros en publicaciones periódicas. A lo largo de los años, lanzó muchos de estos bajo nombres como People's Periodical and Family Library, Lloyd's Entertaining Journal y Lloyd's Penny Weekly Miscellany of Romance and General Interest. Otros se centraron en cuestiones prácticas como la jardinería y la gestión del hogar o mezclaron ese material con historias. Tanto las historias como las revistas continuaron mientras duró la demanda.
Como editor, Lloyd carecía de pretensiones. Su producción estuvo libre de esnobismo, social o intelectual. No pretendía ser original y utilizaba con frecuencia las buenas ideas de otras personas. Siempre que la narración fuera original, las tramas podían tomarse de cualquier lugar, una libertad que aún no estaba limitada por la ley de derechos de autor. Si una historia no era del agrado de sus lectores, le decía al autor que la terminara en un episodio y comenzara otro.
Desde mediados de la década de 1830 hasta principios de la de 1850, su prolífica producción eclipsó a la competencia. Sus primeros esfuerzos fueron las vidas bastante sanguinarias de piratas y salteadores de caminos que se ganaron el nombre de "penny bloods" (más tarde llamados "penny dreadfuls"). Sin embargo, su especialidad eran los “romances”, emocionantes historias de amor y aventuras. The String of Pearls, con Sweeney Todd como su antihéroe, y su historia de vampiros, Varney, estaban en esta categoría. Publicó alrededor de 200 "romances", mientras que su competidor más cercano, George Pierce, publicó menos de 50.
Muchos autores independientes contribuyeron con el material, primero pagado por línea y luego por página. Un grupo de grabadores suministró xilografías para ilustrarlo. Los autores que más utilizó fueron James Malcolm Rymer (1814–1884) y Thomas Peckett Prest (1810–1859).

### Plagio
Lloyd hizo un buen negocio al plagiar a Charles Dickens, con obras como The Penny Pickwick, Oliver Twiss y Nickelas Nicklebery. Se dice que un número de su Pickwick vendió 50.000 copias. No fue amable por parte de Lloyd alardear de que vendió más que el original: el trabajo del propio Dickens costaba 12 veces más que la imitación de Lloyd. Las versiones plagiadas costaban sólo un centavo y se vendían a través de estancos y pequeñas tiendas para llegar al mercado de lectores semianalfabetos fuera del alcance de los libreros de clase media.
El plagio no era una estrategia loable, pero era algo común en ese momento. La ley fue impotente para detenerlo y una demanda presentada por Chapman & Hall, los editores de Dickens, fracasó. Lloyd fue demandado por "imitación fraudulenta" de Los papeles póstumos del Club Pickwick en 1837. El juez dictaminó que los editores no habían hecho un caso viable, sin llamar a Dickens a testificar. Gracias a su incansable campaña por la reforma, una ley en 1842 otorgó al autor los derechos de autor y el derecho a detener la infracción.

### De la ficción a Fleet Street
A menudo se dice que Lloyd se avergonzó de sus primeras actividades editoriales y envió gente por todo el país para comprar y quemar todo lo que pudieran encontrar. Como sus nietos parecen no haber estado al tanto de su carrera temprana, es posible que se intentara ocultar al conocimiento público. En 1861, realizó una venta de sobras que señalaba un fin muy público del negocio, pero es posible que más tarde una familia que había alcanzado las alturas de la burguesía victoriana convenciera al patriarca de reescribir su propia historia.
La fortuna de Lloyd era volátil. Evitó la bancarrota en 1838, pero en 1841, él y su hermano mayor, Thomas, pagaron en efectivo cuando se unieron a la Worshipful Company of Spectacle Makers (ópticos). Es posible que hayan hecho esto porque Edward quería establecer un negocio en la ciudad y la membresía de una empresa de librea era una ayuda necesaria o útil para este fin. En 1843, trasladó su negocio de Shoreditch a 12 Salisbury Square EC4, la antigua casa de Samuel Richardson. También se convirtió en masón en 1845 (en la Royal York Lodge of Perseverance).
En la década de 1840, Lloyd amplió su inventario de ficción serializada. La economía del Reino Unido se volvió inestable justo cuando este negocio estaba en su apogeo y el periódico dominical aún se estaba estableciendo. En los cuatro años 1847-50, la deflación elevó el valor del dinero en más del 20%. Muy endeudado, Lloyd luchó y nuevamente tuvo que comprometerse con sus acreedores en 1848. La inflación hizo que el valor del dinero volviera a bajar en ocho años pero, para entonces, Lloyd había puesto sus finanzas en orden y nunca miró atrás. Cuando murió en 1890, su fortuna equivalía a al menos 100 millones de libras esterlinas actuales.

## Periódicos
Está claro que Lloyd quería publicar un periódico desde el principio, pero el impuesto de timbre lo hizo demasiado caro para su mercado. No sólo la publicación de noticias estaba sujeta a un impuesto de 1 penique, sino que la publicidad también soportaba un impuesto de 1 chelín y 9 peniques por anuncio y papel, un impuesto de 1 penique y medio por libra de peso.
Una de las formas de evitar el costo de las noticias era publicar una historia ficticia o histórica que se hiciera eco de noticias actuales para que los lectores pudieran conocer el resultado del evento real a partir del desenlace de la historia. El título Lloyd's Penny Sunday Times & People's Police Gazette sugiere que contenía tales "noticias", junto con algo de ficción pura y dura.
Aunque el impuesto sobre las noticias era el “impuesto sobre el conocimiento” más odioso, el fuerte impuesto sobre el papel tenía también un efecto adverso en la economía de los periódicos. El proceso Fourdrinier producía papel en una bobina continua. La eficiencia de la "impresión" que esto prometía se vio frustrada por la insistencia de la Oficina del Sello en estampar el papel en forma de hoja. Aunque esto fue bueno para los trabajadores de la sala de impresión, las ventajas para Fleet Street se retrasaron 50 años.

### Lloyd's Weekly Newspaper
El lanzamiento del periódico dominical que finalmente se convirtió en el Lloyd's Weekly  se vio arruinado por dos malos hábitos de Lloyd. Primero, copió el título y el formato del exitoso The Illustrated London News que se había lanzado en mayo de 1842. En segundo lugar, sucumbió al impulso de evitar el impuesto de timbre.
El Lloyd's Penny Illustrated Newspaper se convirtió por primera vez en periódico ilustrado cuando la Oficina de Timbres prometió multar a Lloyd por no pagar el impuesto de timbre. A esta versión no le fue mejor: los grabados de calidad resultaron ser demasiado costosos, por lo que Lloyd los abandonó y cambió el nombre del periódico a Lloyd's Weekly London Newspaper. Tuvo que subir el precio a 3 peniques más tarde en 1843, aumentando el número de palabras para compensar.
Para empezar, los editoriales del periódico adoptaron una línea ferozmente radical. Dado que Lloyd controlaba el contenido él mismo, esto probablemente reflejaba sus puntos de vista, pero no hay evidencia directa de sus simpatías políticas. Era igualmente importante para él seguir la línea radical porque sus lectores previstos no habrían estado involucrados con la política Whig o Tory.
Lloyd hizo la mayoría de las tareas ahora asociadas con un editor él mismo, manteniéndolo bajo control toda su vida. El periódico consistía en gran parte en reportajes de noticias objetivas. La idea propagada por los historiadores de la prensa victoriana de que el Lloyd's Weekly se especializaba en crimen, escándalo y sensación no podía ser más engañosa. Aunque contenía noticias policiales y judiciales, estaba escrito con decencia prosaica y no tenía nada en común con los más explícitos tabloides posteriores. Lloyd quería que el hombre de la casa pudiera llevárselo a su hogar y tener la confianza de dejarlo para que lo leyeran su esposa e incluso sus hijos.
Lloyd contrató a un periodista de alto nivel literario, Douglas Jerrold, en 1852. El salario (1.000 libras esterlinas al año) era extravagante para un artículo principal a la semana, lo que indica la determinación de Lloyd de contratar a un editor estrella. Jerrold era liberal, pero no un seguidor acérrimo del Partido Liberal. Los dos hombres se llevaban bien y se cree que Jerrold tuvo una influencia considerable, particularmente para controlar las tendencias más salvajes de Lloyd.
Después de la muerte de Douglas en 1857, su hijo Blanchard se hizo cargo y continuó hasta su muerte en 1885. Luego, el puesto pasó al empleado de confianza de Lloyd, Thomas Catling. Habiendo comenzado en la sala de impresión, Catling se convirtió en reportero clásico  al estilo sabueso de noticias y luego en subeditor.
Demostró ser un amigo leal y un asistente indispensable para Lloyd. Fue un entusiasta partidario de William Gladstone y Lloyd's Weekly apoyó al Partido Liberal cuando era editor. Robert Donald, quien también editó el Daily Chronicle, se convirtió en editor en 1906.
La circulación del Lloyd's Weekly alcanzó los 32.000 ejemplares en su primer año, pero su crecimiento fue lento. Las cosas mejoraron en 1852 gracias al nombramiento de Jerrold y algunas coberturas codiciadas, como la muerte y el funeral del duque de Wellington. Alcanzó la cifra de 100.000 ejemplares en 1855 cuando se abolió el impuesto de timbre sobre las noticias y el precio bajó a 2 peniques.
El factor decisivo llegó en 1861 cuando se abolió el impuesto sobre el papel. Lloyd redujo el precio a 1 penique y el crecimiento de la circulación se disparó. Para 1865, vendía más de 400.000 copias. Se hizo tan popular que la artista del music hall, Matilda Wood, eligió a Marie Lloyd como su nombre artístico “porque todo el mundo ha oído hablar de Lloyd”. La circulación siguió aumentando constantemente y superó la marca del millón de ejemplares el 16 de febrero de 1896. Durante la guerra, se elevó a 1.500.000.
Lloyd's Weekly pasó a la compañía de Lloyd George en 1918 junto con el Daily Chronicle. Decayó en la década de 1920. Un intento del prolífico escritor popular, Edgar Wallace, de mantenerlo en funcionamiento de forma independiente después de la crisis financiera de 1929 fracasó. En 1931, el Sunday News, como se llamaba para entonces, se incluyó en el Sunday Graphic.
Lloyd apreciaba este periódico como su primogénito. En 1889 llevó a cabo una revisión importante: el formato no había cambiado mucho en 45 años. Esto fue tan agotador que cayó enfermo ese verano, probablemente debido a un ataque al corazón. Después de recuperarse, volvió a la tarea y estaba casi terminada cuando murió el 8 de abril de 1890.

### The Daily Chronicle
Con poco más de 60 años, Lloyd dirigía un periódico dominical de gran éxito utilizando la tecnología más eficiente disponible. Decidió lanzar un periódico diario, sin duda en parte para justificar una operación de impresión de última generación que solo se necesitaba una vez por semana. Seguramente también era necesario un diario para establecer una presencia seria en Fleet Street.
Compró un periódico local de Londres en 1876 y lo remodeló como periódico nacional en 1877. Lo que una vez había sido el Clerkenwell News era muy rentable debido a su amplia publicidad, un tema de gran interés para Lloyd. Pagó 30.000 libras esterlinas por él, luego gastó otras 150.000 libras esterlinas en su desarrollo (alrededor de 19 millones de libras esterlinas en dinero actual).
Dirigido al mercado medio, el periódico fue valorado por su cobertura informativa: "Su fuerza parece estar fuera de la política, porque se lee, no por lo que dice sobre liberales o conservadores, ni por el sensacionalismo que es el pilar de algunos otros, sino principalmente por su representación precisa de lo que sucede a nuestro alrededor".
Lloyd estaba ansioso por presentar libros a lectores que de otro modo no considerarían leerlos. El editor durante su vida fue un periodista literario irlandés, Robert Whelan Boyle. Murió en febrero de 1890, dos meses antes que Lloyd. Tanto él como los editores que le siguieron estaban entusiasmados con la preferencia literaria del periódico, que incluía muchas reseñas de libros y ensayos. A la objeción de que el mercado objetivo no "pertenecía a las clases de compradores de libros", dijeron: "¿Por qué [los libros] no deberían ser conocidos por el hombre de la calle?" 
En 1904, Robert Donald fue nombrado editor del Chronicle. Era un periodista capaz, ferozmente independiente y escrupuloso en su adhesión a los principios. Esto resultó ser su caída y la del imperio Lloyd en 1918.
En abril de 1918, Lloyd George, por entonces primer ministro, aseguró a la Cámara de los Comunes que el ejército británico no se había reducido numéricamente antes de enfrentarse a la embestida alemana en marzo. Esto fue cuestionado por Sir Frederick Maurice, el general responsable de la gestión militar en el frente occidental.
The Chronicle informó sobre el debate de Maurice en la Cámara de los Comunes de manera objetiva, pero Donald luego contrató a Maurice como corresponsal militar del periódico. Enfurecido, Lloyd George persuadió a Sir Henry Dalziel, que ya era propietario de un periódico, para que se hiciera cargo del Chronicle. Se recaudó dinero de amigos en el partido y vendiendo títulos nobiliarios.
Después de una intensa negociación con Frank Lloyd, el hijo de Edward Lloyd, el Chronicle se vendió por 1,6 millones de libras esterlinas. La valoración de Lloyd del negocio (Chronicle, Lloyd's Weekly más la publicación de libros y revistas) fue de 1,1 millones de libras esterlinas. Recibir un pago de casi la mitad era una oferta demasiado buena para que los herederos de Lloyd la rechazaran. Donald y Maurice se mantuvieron en la oscuridad hasta el día antes de que entrara en vigor la adquisición, lo que generó algunas dudas sobre la lealtad de Frank Lloyd hacia sus empleados.
El descenso de uno de los pocos periódicos verdaderamente independientes a la propiedad política fue deplorado en ese momento y tiene cierto valor impactante hasta el día de hoy.

## Innovación industrial
La adopción entusiasta de Edward Lloyd de las nuevas tecnologías hizo mucho para impulsar la eficiencia de la producción de periódicos durante medio siglo. También entendió la importancia de la publicidad en la economía de Fleet Street e ideó varios esquemas promocionales ingeniosos.
Desde aparatos útiles, como tubos parlantes entre las habitaciones de sus oficinas, hasta grandes y costosas máquinas que producen miles de documentos y kilómetros de papel de periódico todos los días, Lloyd se dedicó a investigar y comprender cualquier cosa de interés potencial. Sus dos innovaciones que cambiaron la época fueron el uso de las imprentas rotativas Hoe y la cosecha de esparto para la fabricación de papel.

### Impresión
Cuando la circulación del Lloyd's Weekly se disparó en la década de 1850, se necesitaba urgentemente una mayor velocidad. Lloyd oyó hablar de la rotativa desarrollada por Richard Hoe en Nueva York que multiplicaría la velocidad de sus prensas existentes. Fue a París inmediatamente para inspeccionar el único espécimen en Europa. Ordenó que se entregara uno a Londres sin demora, y luego el segundo.
Hoe venció su renuencia a vender ambos a mitad de precio, un riesgo que fue ampliamente recompensado por los 12 pedidos de otros periódicos de Londres que pronto siguieron. Esta fue una decisión feliz para Lloyd. Había planeado un viaje a Nueva York para persuadir personalmente a Hoe de las ventajas de tener dos máquinas a bajo costo. El barco en el que estaba reservado su pasaje, el Arctic, se hundió con la pérdida de 315 vidas.
La demanda en el Reino Unido era tal que Hoe instaló una fábrica cerca de Fleet Street en la década de 1870. En 1888, los periódicos de Londres usaban 29 prensas Hoe, un número igualado por las prensas francesas Marinoni que ofrecían un rendimiento similar. Los 35 restantes procedían de varios proveedores diferentes.
Hoe y Lloyd formaron una colaboración que duró toda la vida (Hoe murió cuatro años antes que Lloyd). Hoe constantemente realizó mejoras, por ejemplo, modificando su especificación original de prensa rotativa 175 veces antes de que fuera reemplazada. Los requisitos exactos de Lloyd fueron invaluables para guiar el trabajo de Hoe, y Lloyd probó nuevas características. Mejoró sus prensas a medida que Hoe desarrollaba su máquina. Su última compra en 1887 fue de ocho prensas, cada una capaz de imprimir 24.000 periódicos por hora.

### Fabricación de papel
También en la década de 1850, los problemas de suministro llevaron a Lloyd a establecer su propia fabricación de papel. Los trapos viejos, los desechos del algodón y la paja ya no podían satisfacer la demanda. Investigó las alternativas.
El esparto, una dura hierba de secano que anteriormente se obtenía de España para fabricar papel de calidad, parecía prometedor. Lloyd partió hacia Argelia, donde acordó arrendar los derechos para cosechar esparto en 100.000 acres. En sus centros de procesamiento en Orán y Arzew, instaló maquinaria hidráulica que compactaba la hierba seca en pacas apretadas para que el transporte del producto voluminoso pero liviano fuera rentable y alquiló su propio barco.
Lloyd pudo comenzar a producir papel para periódicos en 1861 en un sitio en Bow Bridge en el este de Londres. Pronto se volvió autosuficiente y luego vendía el excedente a otros periódicos. En 1863 compró una antigua fábrica de papel en Sittingbourne, Kent. Durante 13 años se utilizó para despulpar el esparto y la paja. En 1876 se instaló una enorme máquina experimental, de 123 pulgadas de ancho y construida según las especificaciones de Lloyd a pesar de las dudas del fabricante sobre su practicidad. Funcionó de manera brillante y toda la operación se trasladó a Sittingbourne en 1877, donde se instaló una máquina estadounidense aún más grande.
La pulpa de celulosa estaba destinada a superar al esparto a finales de la vida de Lloyd, pero solo la importaba en el momento de su muerte. Su hijo Frank, que se hizo cargo de la gestión de la fábrica de papel, instaló plantas de pulpa con derechos de flotación de troncos en Noruega en Hønefoss y Hvittingfoss. La planta de Sittingbourne creció hasta convertirse en la más grande del mundo y Frank abrió una nueva fábrica de papel en la vecina Kemsley en la década de 1920. El negocio se vendió poco después de su muerte en 1927 a Allied Newspapers (los Berry Brothers que se convirtieron en Lords Camrose, Kemsley e Iliffe). Se lo vendieron a Bowater en 1936, quien se lo vendió a Metsä-Serla en 1998, quien lo cerró en 2007.

### Publicidad
La actividad promocional más aventurera de Lloyd fue estampar monedas de cobre con las palabras "Lloyd's Weekly Newspaper 3d Post Free". Compró una máquina que podía estampar 250 por hora. Una carta a The Times se quejó de la desfiguración de la moneda del reino y el Parlamento aprobó una ley en 1853 que tipificaba como delito el estampado de monedas. Lloyd no se molestó indebidamente porque todo el asunto le había dado una publicidad masiva a su periódico. También continuó usando monedas para publicidad pegándoles discos de papel. Otra estratagema fue enviar hombres durante la noche para pintar anuncios de Lloyd's Weekly en las aceras de Londres.
En la promoción de sus propias publicaciones, Lloyd presentó también el cartel. Se ha dicho que pasó mucho tiempo recorriendo el país buscando lugares para poner vallas publicitarias. Si bien sin duda habría buscado sitios adecuados mientras viajaba, la idea de que se hubiera tomado un tiempo libre de su carga de trabajo sobrehumana en Londres para hacer algo que podría delegarse tan fácilmente no es creíble.
Tenía 25 equipos de pegadores de carteles equipados con anuncios de varias formas y tamaños que viajaban por todo el país. Hatton informó que gastó hasta 300 libras por semana (2,500 libras actuales) en "facturación y publicación". Catling informó que Lloyd visitaba con frecuencia las barberías para sondear las oportunidades de ventas locales y escuchar los chismes, un recurso por el que las barberías eran famosas.
Los ingresos de los periódicos por publicidad se desarrollaron también junto con la carrera de Lloyd. Hasta su abolición en 1853, la tasa era prohibitiva. Como había que establecer un nuevo hábito, el mercado tardó un tiempo en ponerse en marcha. Lloyd's Weekly publicaba media página en 1855 y todos los anuncios eran comerciales. Para 1865, el volumen se había elevado a dos páginas y la mitad eran pequeños anuncios personales. Hacia 1875, la publicidad de ambos tipos ocupaba más de tres páginas.
En el Daily Chronicle, la publicidad generaba hasta el 40% de los ingresos y el volumen tenía que limitarse a no más de la mitad del periódico. Siguiendo la tradición de los diarios locales, publicó abundantes cantidades de pequeños anuncios.

## Vida personal

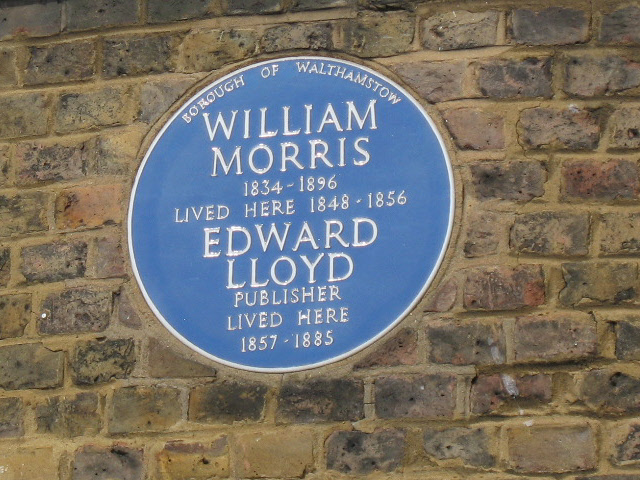
Placa azul a William Morris y Edward Lloyd en la Galería William Morris en Walthamstow. “Water House” fue la casa de la familia Lloyd desde 1856. Los herederos de Edward Lloyd donaron parte de la propiedad de 100 acres a la gente de Walthamstow en 1898 y se abrió como Lloyd Park en 1900.

Los antecedentes familiares de Lloyd eran de clase media, aunque indigentes. Sus padres imbuyeron a sus tres hijos de sólidos valores y el deseo de medro propio de la clase media. El hermano mayor de Edward, Thomas, se convirtió en médico y miembro del Royal College of Surgeons, y Edward claramente también prosperó pero el hermano mediano, William, nunca lo logró y murió de alcoholismo.
El matrimonio de Lloyd con Isabella McArthur en 1834 fue seguido por el nacimiento de Edward Jr. en el mismo año y Charles en 1840. Ambos vivieron hasta la vejez. Un tercer hijo, Alfred, nació en 1842 pero vivió solo 17 meses. Desde abril de 1844, aunque todavía estaba casado con Isabella, Edward se había instalado con Mary Harvey en Forest Hill. Ella era la esposa del proveedor de papel de Lloyd, William Mullett, y la relación llevó a Mullett a demandar a Lloyd por "conversación criminal" en diciembre de 1844. William Mullet había descubierto el asunto y sus revelaciones a Isabella hicieron que ella se mudara de la casa de Salisbury Square.
Mary y Edward tuvieron un hijo, Frederick, nacido en febrero de 1845. Mary murió de cólera en agosto de 1849 y Frederick fue criado por su padre y participó plenamente en el negocio y fue uno de los cuatro hijos que recibieron una participación mayor que el promedio según su testamento. Crio también a Edward Jr. y Charles, aunque también pasaron tiempo con la familia de su madre.
Luego comenzó la relación con Maria Martins que duraría el resto de su vida. No se sabe cuándo se conocieron, excepto que estaban presentes en la misma casa en el momento del censo de 1851. Como Isabella aún vivía, no podían casarse. Lo hicieron, discretamente, en Essex, tres semanas después de la muerte de Isabella en 1867. Once de sus quince hijos ya habían nacido.
El mundo victoriano de estricta moral habría tenido una visión cada vez más negativa del historial de Lloyd y podría haberlo condenado por no llevar una vida de celibato al separarse de Isabella. Esto no se hubiera esperado de la gente común en la década de 1840 pero, en la década de 1870, la importancia primordial de la posición social habría hecho imperativo ocultar la ilegitimidad de doce de sus hijos y deseable correr un velo sobre sus orígenes modestos y atrevida carrera temprana.
Si de hecho fue la familia quien suprimió la verdad, le hicieron un flaco favor. A mediados del siglo XX, todos sus logros habían sido olvidados, mientras que la ilegitimidad y sus primeras publicaciones se rastrearon fácilmente. A estas se añadieron calumnias especulativas, como sus supuestos codicia y mezquindad en los negocios, comportamiento licencioso que resultó en muchos más niños a los que abandonó, y la vulgaridad de todas sus publicaciones, desde los penny bloods hasta el Lloyd's Weekly.
Todo esto era completamente contrario a las opiniones de las personas que lo conocieron. Era muy respetado por su inteligencia incisiva, energía incansable y muchos talentos: “Personalmente, era un hombre muy interesante, su discurso, astuto, penetrante y pertinente, era un reflejo de su carácter” (el corresponsal en Londres del South Australian Chronicle, 1890). Solo sobreviven registros de sus relaciones con personas que conoció en el curso de los negocios, pero su capacidad para mantener amistades cálidas y duraderas con varios de ellos (por ejemplo, Douglas Jerrold, Richard Hoe, Tom Catling) sugiere un hombre de considerable humanidad y buen humor.
Aunque Frank, el hijo mayor de Lloyd y María, eclipsó a su padre en términos de pura filantropía, la evidencia sugiere que Lloyd también era un buen empleador. William Glenny Crory, al escribir sobre su fábrica de papel en Bow Bridge y sus trabajos de imprenta en 1875, describió una operación ordenada y bien administrada que empleaba a 200 empleados aparentemente satisfechos. En 1862-63, Lloyd's Weekly recaudó 3.676 libras esterlinas (410.000 libras esterlinas actuales) para las víctimas de la hambruna del algodón en Lancashire, en parte de las ganancias de las ventas superiores a la media del periódico en diciembre de 1862. La participación de los trabajadores se introdujo en las fábricas de papel de Kent durante la vida de Edward. Frank llevó esto mucho más lejos y construyó un pueblo modelo para los trabajadores del papel en la década de 1920. Lloyd Park en Croydon, Reino Unido, está formado por tierras legadas por Frank Lloyd y lleva su nombre.
Todos los hijos de Edward recibieron una buena educación, la mayoría en pequeños internados, una práctica que era casi universal en ese momento para aquellos que podían permitírselo. Frank fue educado en parte en Francia. Otros de sus hijos probablemente fueron instruidos en el extranjero durante al menos parte de su educación.
Lloyd consideró que era importante que sus hijos se criaran con miras a entrar en los negocios. Cinco de ellos trabajaron para él en varios puestos, y Frank asumió la mayor parte de la responsabilidad a la muerte de su padre.
El único hijo que fue a la universidad fue su hijo menor, Percy, quien estudió en Oxford y se convirtió en clérigo. Es responsable de la presencia de Voewood House en Norfolk. Encargó al arquitecto Edward S. Prior que la construyera en 1902.

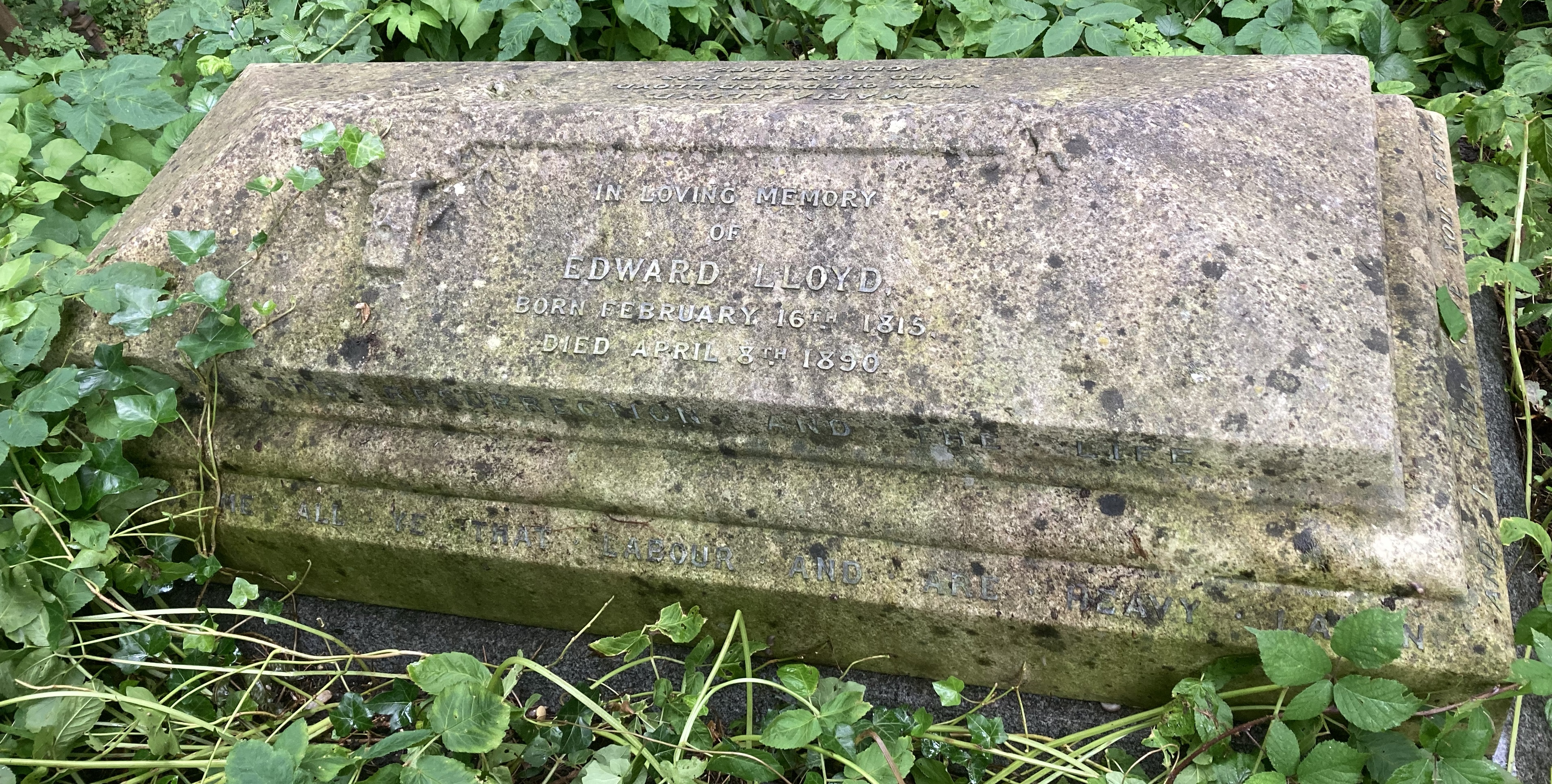
Tumba de Edward Lloyd en el cementerio de Highgate.

Una característica de la vida y el carácter de Lloyd que parece notable al ojo moderno, aunque bastante normal para la gente de su generación, fue su asunción de la responsabilidad financiera de su negocio. Si hubiera fallado, su fortuna personal se habría esfumado también. Estableció una empresa en 1843, antes de que la responsabilidad limitada estuviera legalmente disponible, pero no parece haber sido utilizada por inversores externos. Probablemente lo usó como una conveniencia contable mientras asumía la responsabilidad total de sus deudas.
En 1890, reconstituyó Edward Lloyd Ltd como una sociedad de responsabilidad limitada. Un poco más de la mitad de las acciones se mantendrían en fideicomiso para sus nietos. Él mismo se quedó con las acciones restantes y las dejó mediante un testamento, redactado al mismo tiempo, que inmovilizó su propia propiedad en fideicomiso para sus hijos durante 21 años. La legalización del testamento valoró su patrimonio en 565.000 libras esterlinas. Aunque el valor de las acciones en el fideicomiso familiar es especulativo, probablemente habría sumado unas 350.000 libras esterlinas, lo que le daría un valor aproximado de 105 millones de libras esterlinas en dinero actual el 8 de abril de 1890, cuando murió.
Está enterrado al oeste en el cementerio de Highgate.